# Футбольная федерация Косова
Футбо́льная федерация Косова (алб. Federata e Futbollit e Kosovës, серб. Fudbalski Savez Kosova / Фудбалски Савез Косова) (ФФК) — организация, осуществляющая контроль и управление футболом в Республике Косово. Штаб-квартира располагается в Приштине. Является членом УЕФА и ФИФА с 2016 года.

## История
Футбольная федерация Косова была основана в 1946 году как отделение Футбольного союза Югославии.
17 февраля 2008 года Республика Косово объявила о своей независимости от Сербии. Ряд стран, таких как США, Великобритания, Франция, сразу же признали новое государство, другие же — Россия, Сербия, Китай — безапелляционно отказались это делать. 6 мая 2008 года Косово подало заявку на членство в ФИФА. В октябре заявление было рассмотрено на конгрессе Международной федерации в Цюрихе, по итогам которого Косово было отказано во вхождении в ФИФА.
3 мая 2016 года Федерация была принята в УЕФА на конгрессе в Будапеште. За принятие Республики Косово в УЕФА проголосовали 28 стран-членов, против — 24, две воздержались.

## Организуемые турниры

### Мужские

#### Футбол
- Суперлига (12 клубов) — первый уровень
- Первая лига (16 клубов) — второй уровень
- Вторая лига (2 группы по 14 клубов) — третий уровень
  - Северная группа
  - Южная группа
- Кубок
- Суперкубок
- Молодёжная суперлига
- Молодёжная первая лига

#### Мини-футбол
- Суперлига — первый уровень
- Первая лига — второй уровень

### Женские
- Чемпионат (9 клубов) — первый уровень
- Кубок

## Курируемые сборные

### Мужские
- Сборная Косова
- Молодёжная сборная Косова
- Юношеская сборная Косова (до 19 лет)
- Юношеская сборная Косова (до 17 лет)
- Сборная Косова по мини-футболу

### Женские
- Сборная Косова
- Юношеская сборная Косова (до 19 лет)